# Біопсія

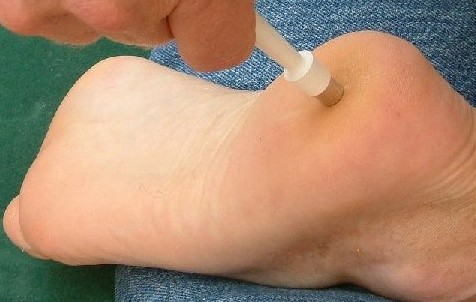
Пункційна біопсія

Біопсі́я (грец. біос — життя, опсіс — погляд, вигляд) — прижиттєве видалення шматка ураженої тканини для мікроскопічного дослідження (з метою визначення характеру захворювання). Часто використовується для аналізу пухлин.

## Види біопсії

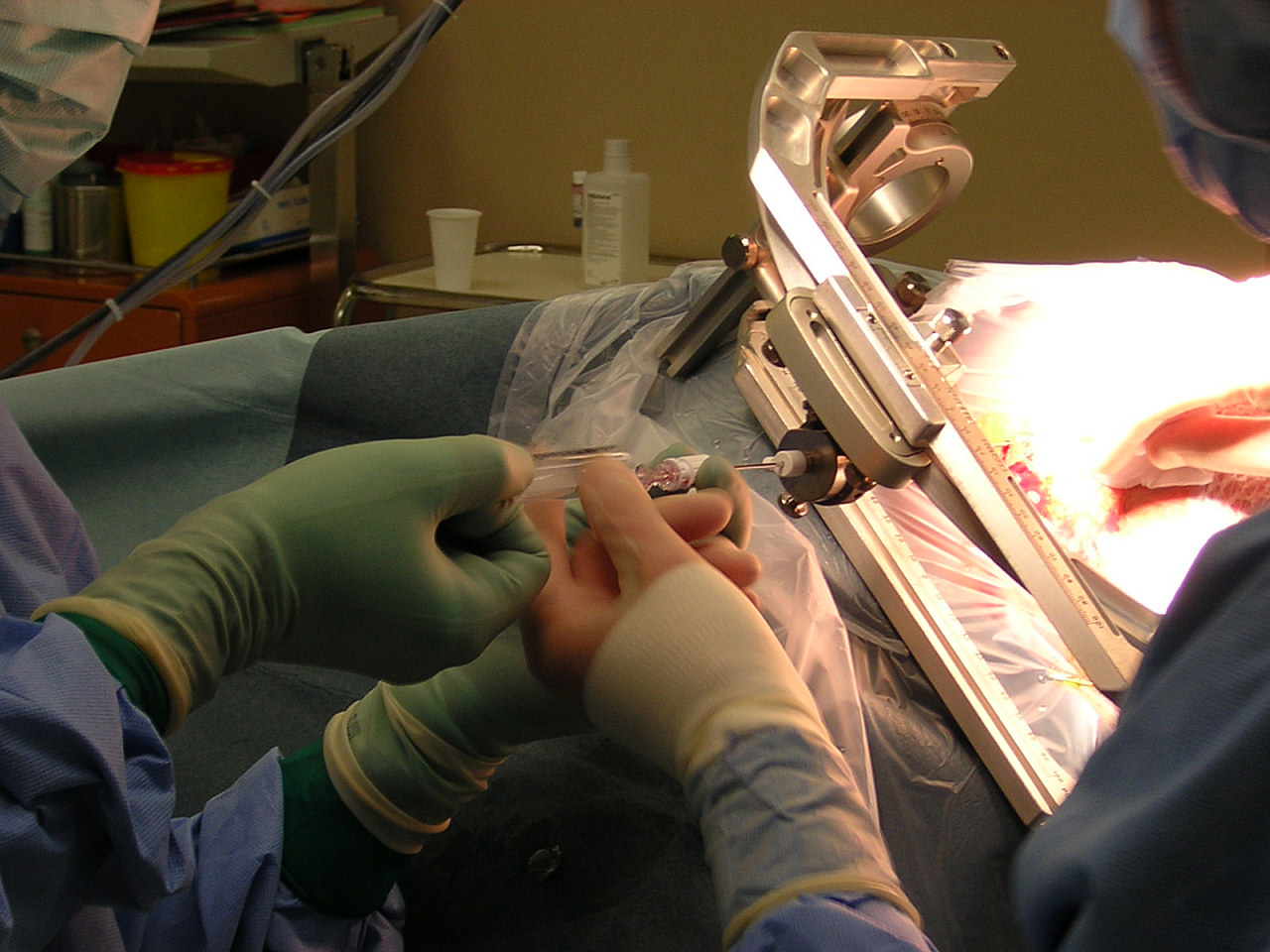
Біопсія головного мозку під стереотаксією. Невелика частина пухлини береться за допомогою голки з вакуумною системою. Рама навколо голови пацієнта забезпечує правильну вісь до цілі

- Ексцизійна біопсія — в результаті хірургічного втручання відбувається вилучення всього досліджуваного утворення або органу.
- Інцизійна біопсія — в результаті хірургічного втручання відбувається вилучення частини утворення або органу.
- Пункційна біопсія — в результаті проколу порожнистою голкою (рідше спеціальним біопсійним інструментом) досліджуваного утворення відбувається забір фрагментів або стовпчика тканини:
  - Тонкоголкова аспіраційна пункційна біопсія — введення тонкої голки в підозріле утворення, аспірування клітин з цього утворення за допомогою шприца, послідуюча фіксація, цитологічне фарбування отриманого аспірату та подальше дослідження за допомогою мікроскопії.
  - Панч-біопсія (punch) — біопсія ділянки шкіри при пухлинах і шкірних захворюваннях спеціальною голкою (2-8 мм в діаметрі).
  - Трепан-біопсія — в результаті проходження тканин трепаном 3-5 мм в діаметрі, що дозволяє отримати великий стовпчик кісткової (рідше іншої) тканини.

## Мета і задачі біопсії
Біопсія — найдостовірніший метод дослідження в разі необхідності встановлення клітинного складу тканини. Взяття тканин і подальше їх дослідження під мікроскопом дозволяє визначити точний клітинний склад досліджуваного матеріалу. Біопсія є дослідженням, що входять в діагностичний мінімум при підозрі на онкологічне захворювання, і доповнюється іншими методами дослідження, такими як рентгенологічні, ендоскопічні, імунологічні.
Істотною обставиною, що визначає необхідність біопсії, є необхідність визначити обсяг оперативного втручання при онкологічних захворюваннях. Так, наприклад, при раку прямої кишки, розташованому в нижніх відділах, виконується черевно-промежинна екстирпація, що припускає видалення прямої кишки і формування штучного заднього проходу. При відсутності чіткої впевненості в діагнозі таку операцію виконувати не можна. Якщо після операції з'ясується, що злоякісної пухлини не було, закономірно постане питання про даремне виконання травматичного втручання. Те ж саме стосується раку молочної залози, раку шлунка, раку легенів та інших злоякісних пухлин.

## Виробники
- Biomedical  — італійська компанія, що спеціалізується на виготовленні голок для біопсії та анестезіології, автоматичних багаторазових біопсійних систем та інших одноразових виробів для оперативних втручань.